# Kjetil Sigurdsen
Kjetil Sigurdsen (Sandnes, 19 febbraio 1970) è un ex calciatore norvegese, di ruolo attaccante.

## Carriera

### Club
Sigurdsen giocò per il Bryne dal 1986 al 1991.

### Nazionale
Partecipò al campionato mondiale Under-20 1989 con la Nazionale di categoria. Conta poi 5 presenze per la Norvegia under 21.